# 294727 Dennisritchie
294727 Dennisritchie è un asteroide della fascia principale. Scoperto nel 2008, presenta un'orbita caratterizzata da un semiasse maggiore pari a 3,1541109 au e da un'eccentricità di 0,1873315, inclinata di 9,49459° rispetto all'eclittica.
L'asteroide è dedicato a Dennis Ritchie, ideatore del sistema operativo Unix e del linguaggio C.